# 中村美公
中村 美公（なかむら・みく、1987年8月21日 - ）は、日本の気象予報士、防災士。

## 経歴・人物
福井県出身。少女時代からマリンスポーツを好み、東京海洋大学進学後にダイビング、素潜り、スタンドアップパドルボード、水上オートバイ（特殊小型船舶免許所持）などを趣味としている。
大学時代にはミスキャンパスパークの一員としてタレント活動もしており、2008年にテレビ朝日の『知っ得!歴史の裏側マガジン』などにも出演した経歴を持つ。
大学卒業後、いったんはアパレル系企業へ就職するが、趣味であるマリンレジャーは一歩間違えば生命の危険があることを感じ、天気を予想するようになりたいと考えて気象予報士試験を受け、2013年に気象予報士登録を行う。
気象予報士登録後はテレビ東京『チャージ730!』『なないろ日和!』を始め、各番組に出演するようになる。
またコラムニストとして水上バイク専門雑誌の『HOT WATER SPORTS MAGAZINE』（エッジ）に「海と空と私」と題するコラムを連載している。
2020年度はNHKに活動の場を移し、同局『ニュース7』の土日祝日版気象情報キャスターに起用された。

## 過去の出演番組
- 堀潤モーニングFLAG - お天気キャスター・東京都広報コーナー「東京インフォメーション」（TOKYO MX、2021年4月5日 - 2022年3月8日の月・火曜日）※2022年3月14日から体調不良で出演せず、同月31日に「卒業」が発表された[6]。
- JNNニュース（TBSテレビ）
- ニュース＆天気（TBSテレビ）
- たっぷり天気（TBSテレビ）
- チャージ730!（テレビ東京）
- なないろ日和!（テレビ東京）
- TOKYO MX NEWS（TOKYO MX）
- ウェザープラス（BSテレビ東京）
- NHKニュース7 （NHK、2020年3月30日 - 2021年3月28日）

## メディア
- HOT WATER SPORTS MAGAZINE 「海と空と私」（エッジ）
- 気象災害から命を守る～『想定外』は、いま起きるかもしれない（東映教育映像部）[7]